# Japanische Mythologie
Unter japanischer Mythologie (jap. 日本神話, Nihon shinwa) versteht man landläufig die in den ältesten schriftlichen Chroniken Japans festgehaltenen Geschichten und Legenden aus vorhistorischer Zeit, die von der Entstehung der Welt bis zu den teilweise historisch verifizierbaren frühen Herrschern Japans reichen. In diesen Geschichten wird besonderer Wert auf die genealogischen Verbindungen zwischen den japanischen Göttern (kami) und Herrschern (tennō) gelegt. Diese sogenannten klassischen Mythen Japans zählen darüber hinaus zu den wichtigsten Texten des Shintō, der einheimischen Religion Japans. Sie werden daher manchmal auch als „Shintō-Mythen“ bezeichnet.
Der Unterschied der klassischen Mythen zu späteren Geschichten, in denen die Welt des Übernatürlichen eine Rolle spielt, ist allerdings fließend. Die späteren mythenartigen Traditionen sind oft stark vom japanischen Buddhismus beeinflusst.

### Weltentstehung

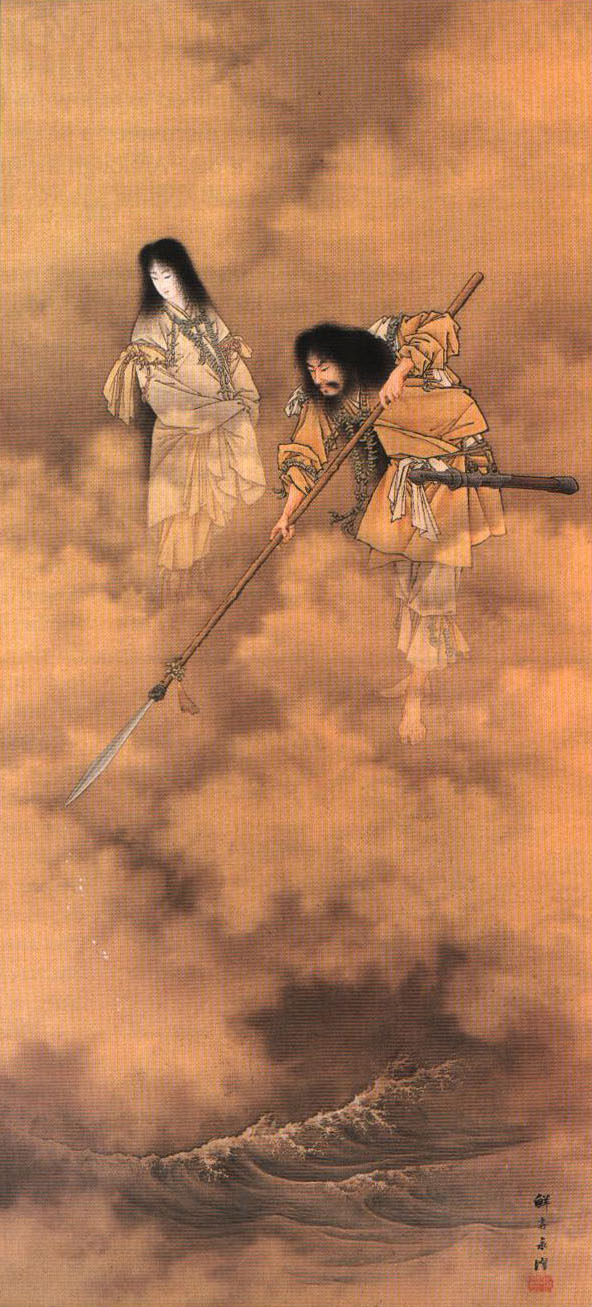
Kobayashi Eitaku, „Izanami und Izanagi“, farbige Tusche auf Seide, ca. 1885

#### Hervorlockung aus der Felsenhöhle

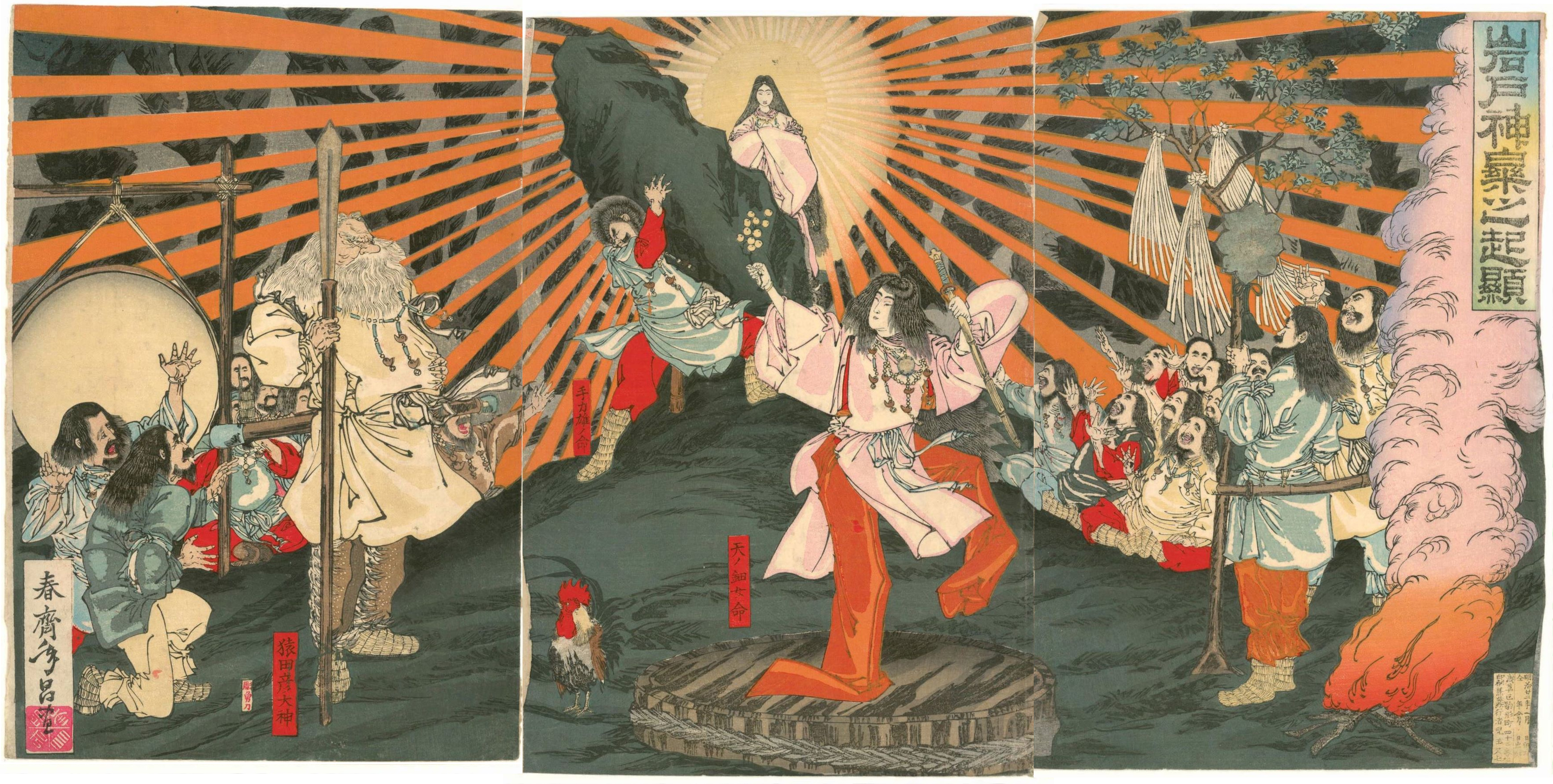
Shunsai Toshimasa, „Tanz vor der Felsenhöhle“, Farbholzschnitt, 1889

#### Susanoo und das achtköpfige Ungeheuer

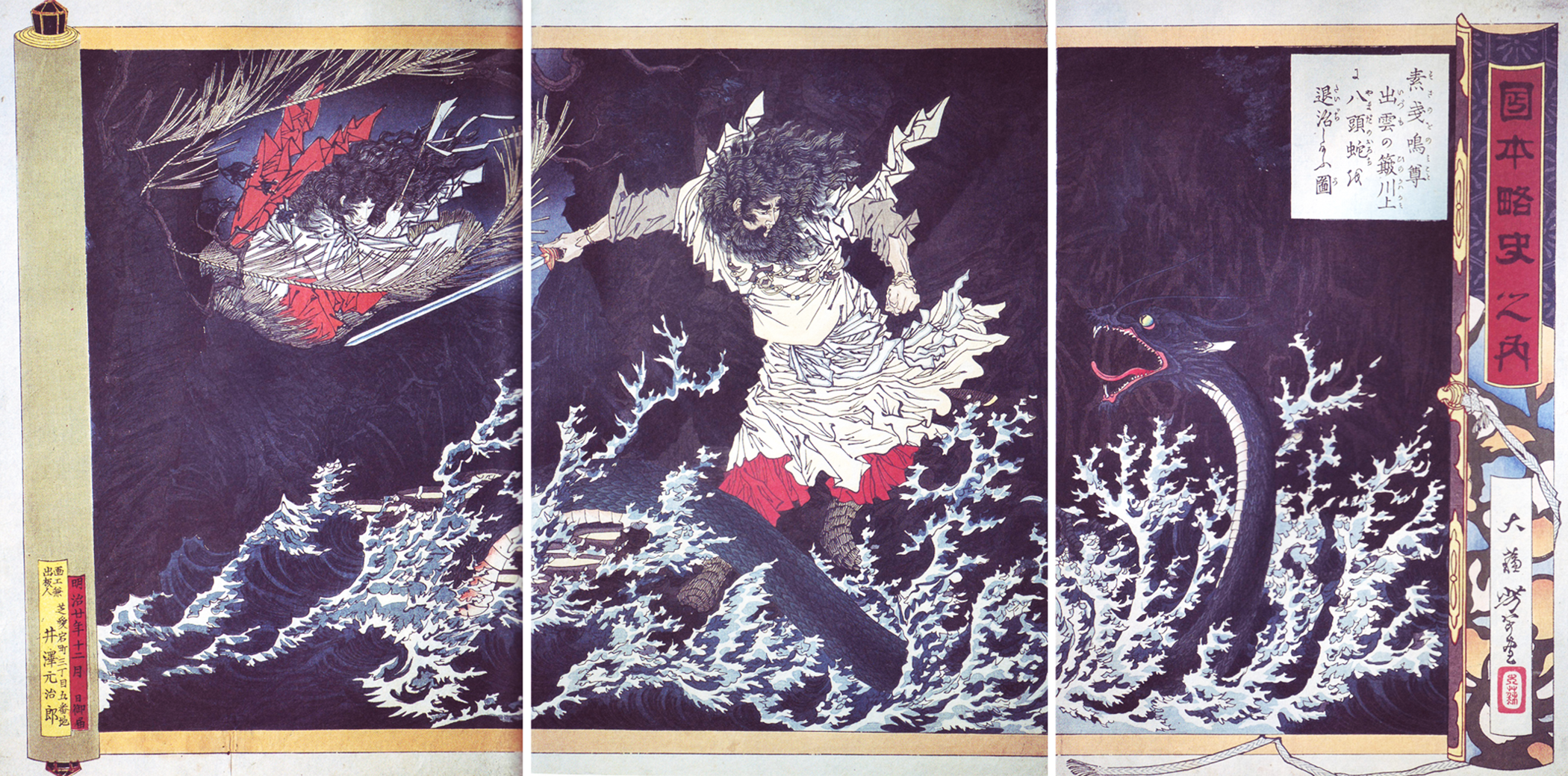
Tsukioka Yoshitoshi, „Susanoos Kampf“, Farbholzschnitt, 1887

### Jinmu Tennō

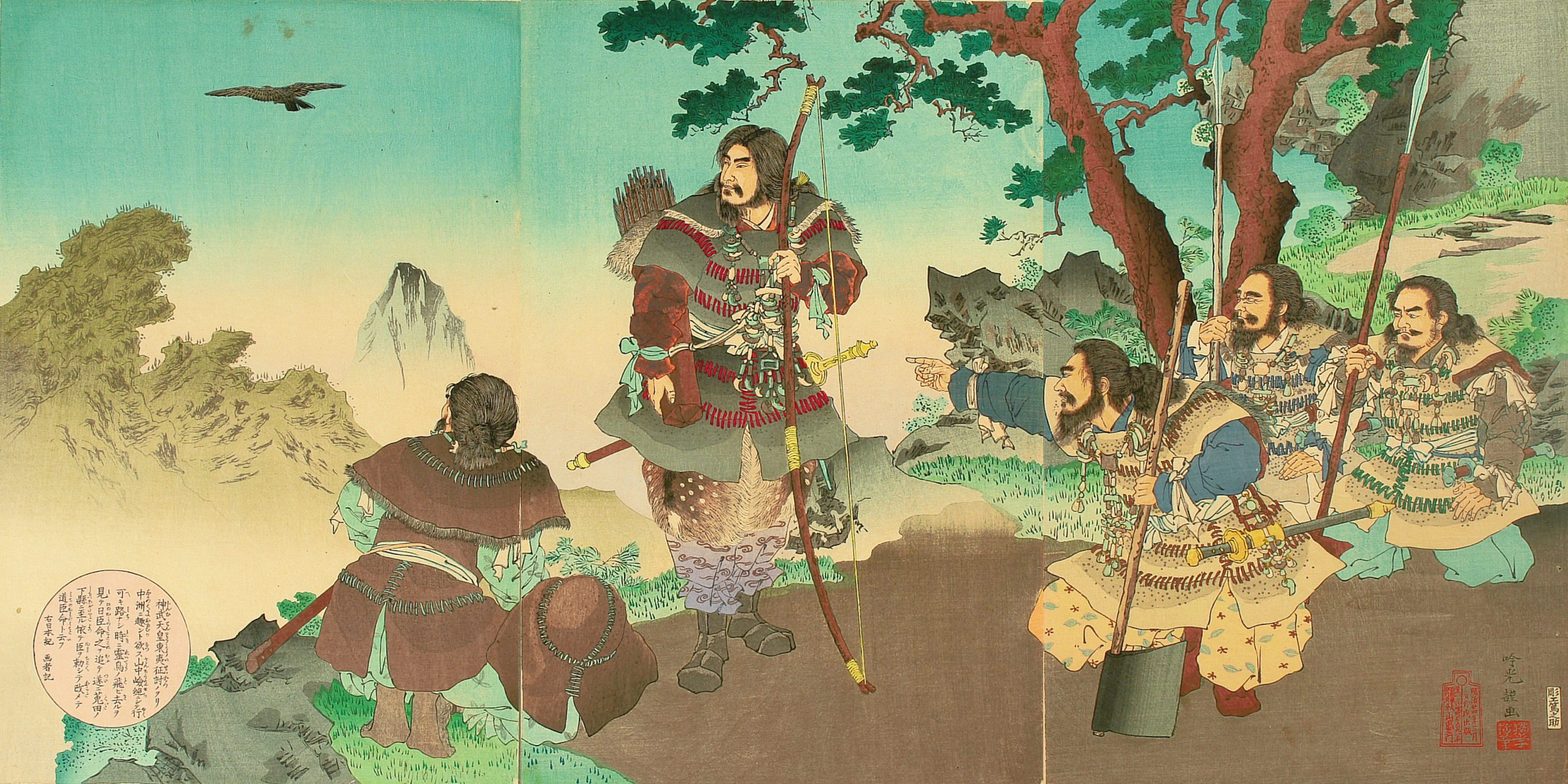
Ginko Adachi, „Jinmu Tennō und seine Getreuen“, Farbholzschnitt, 1891

## Historische Heldenfiguren

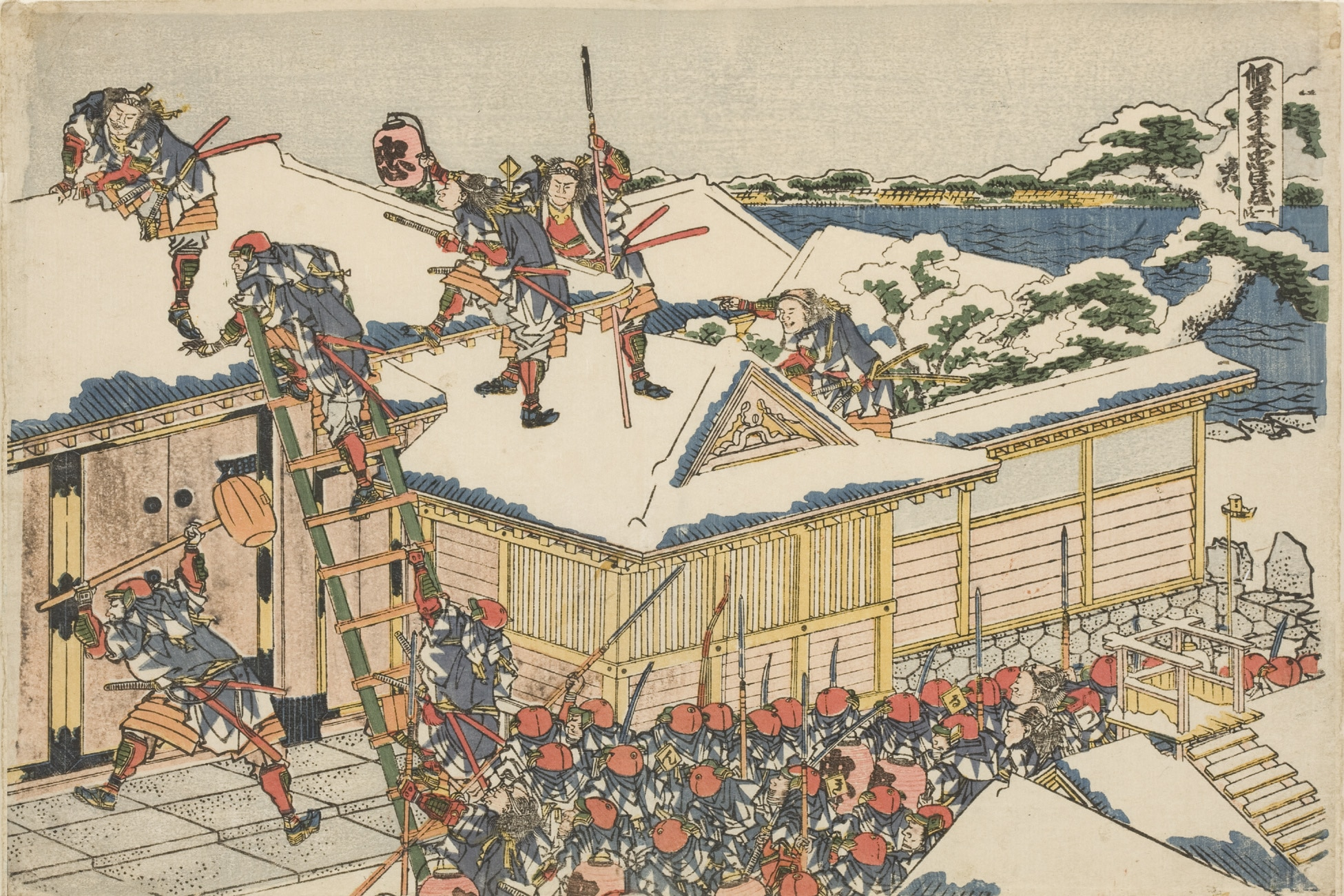
Katsushika Hokusai „Die 47 Ronin“, Farbholzschnitt, 1806

## Die Mythen des japanischen Götterzeitalters